# Hypotrisula boarmioides
Hypotrisula boarmioides är en fjärilsart som beskrevs av Walker 1865. Hypotrisula boarmioides ingår i släktet Hypotrisula och familjen nattflyn. Inga underarter finns listade i Catalogue of Life.